# ثعبة مبقعة
ثُعبة مُبقعة أو سحلية مبقعة ذات الأصابع الهدبية (الاسم العلمي: Acanthodactylus mechriguensis)، هو نوع من السحالي من فصيلة السحالي الحقيقية، متوطن في تونس.

## مناطق التواجد
هذا النوع متوطن في ليبيا والجزائر والمغرب وتونس. يبدو أن هذا النوع يوجد فقط في المناطق الواقعة على مستوى سطح البحر، ولم يشاهد إلى في أربعة مناطق على شواطئ الشمال التونسي. يوجد في الكثبان الرملية حول الشجيرات والأنهار الجافة.